# Canarsie (Brooklyn)

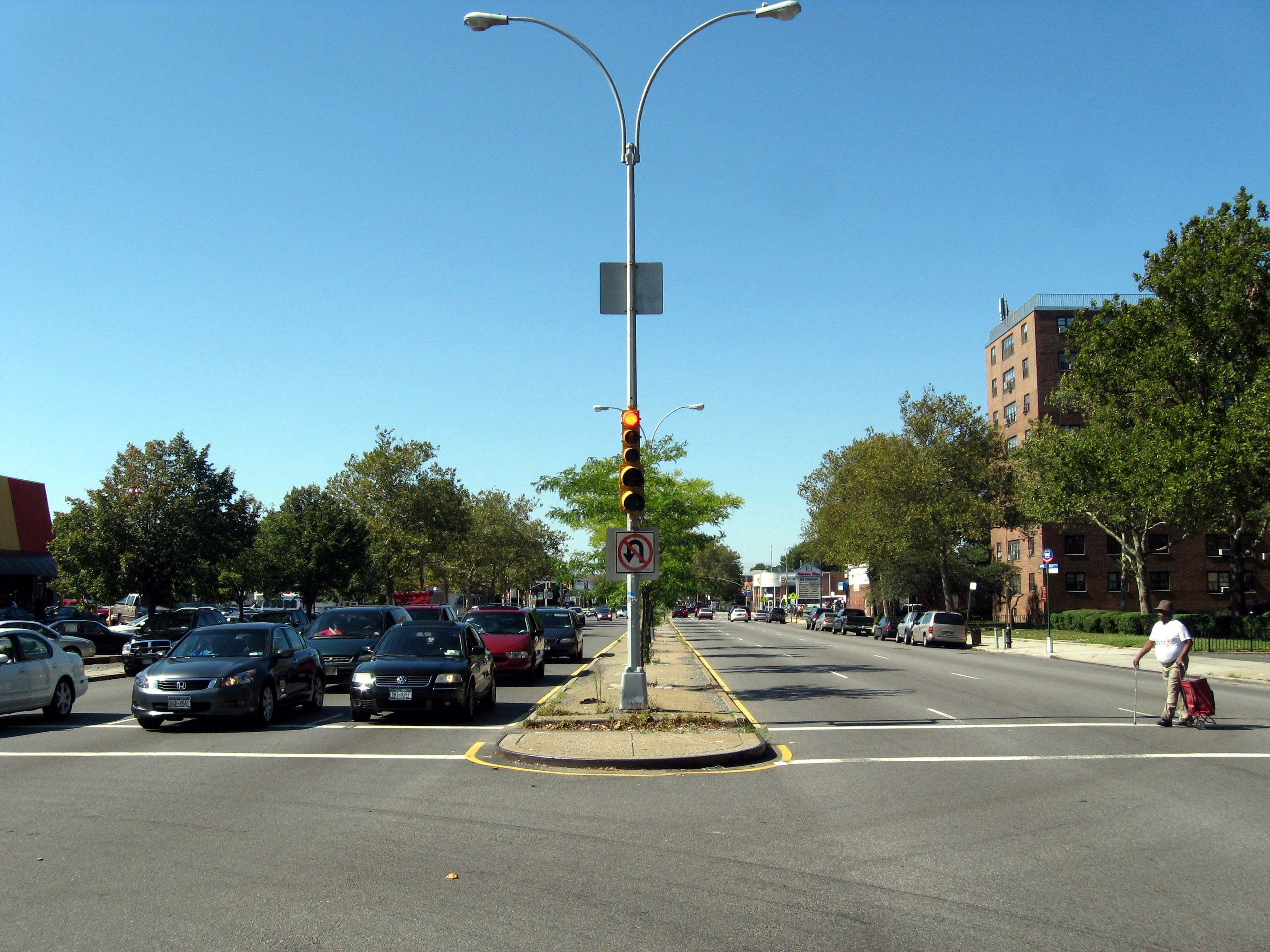
Rockaway Parkway nahe der Jamaica Bay

Canarsie ist ein Stadtteil (Neighborhood) im Stadtbezirk Brooklyn (Borough Kings County) in New York City, USA. Das Viertel wird überwiegend von Schwarzen bewohnt.
Im Jahr 2020 lebten hier laut US Census 87.798 Menschen auf knapp acht Quadratkilometern. Canarsie ist Teil des Brooklyn Community District 18 und gehört zum 69. Bezirk des New Yorker Polizeidepartements. Kommunalpolitisch wird es vom 42. und 46. Bezirk des New York City Council (Stadtrat) vertreten.

## Lage
Canarsie liegt im Südosten des Stadtbezirks Brooklyn an der Jamaica Bay. Benachbarte Stadtteile sind Brownsville und East Flatbush im Norden, East New York im Osten und Flatlands und Bergen Beach im Westen. Begrenzungen sind im Norden die Bahnstrecke Long Island Railroad – Bay Ridge Branch, die East 108th Street im Osten, der Shore Parkway und die Jamaica Bay im Süden sowie der Paerdegat Basin und die Ralph Avenue im Westen.

## Beschreibung

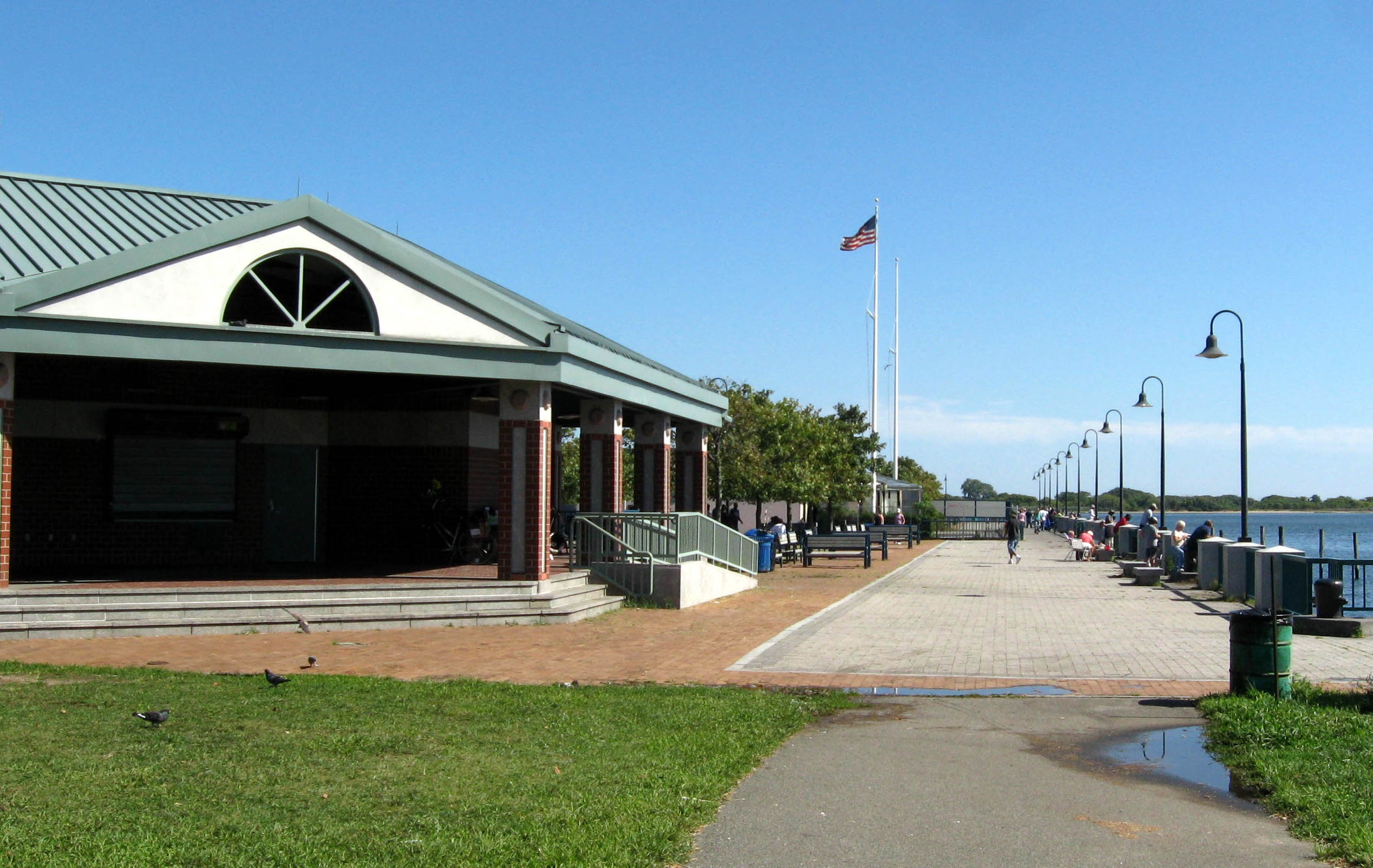
Am Canarsie Pier

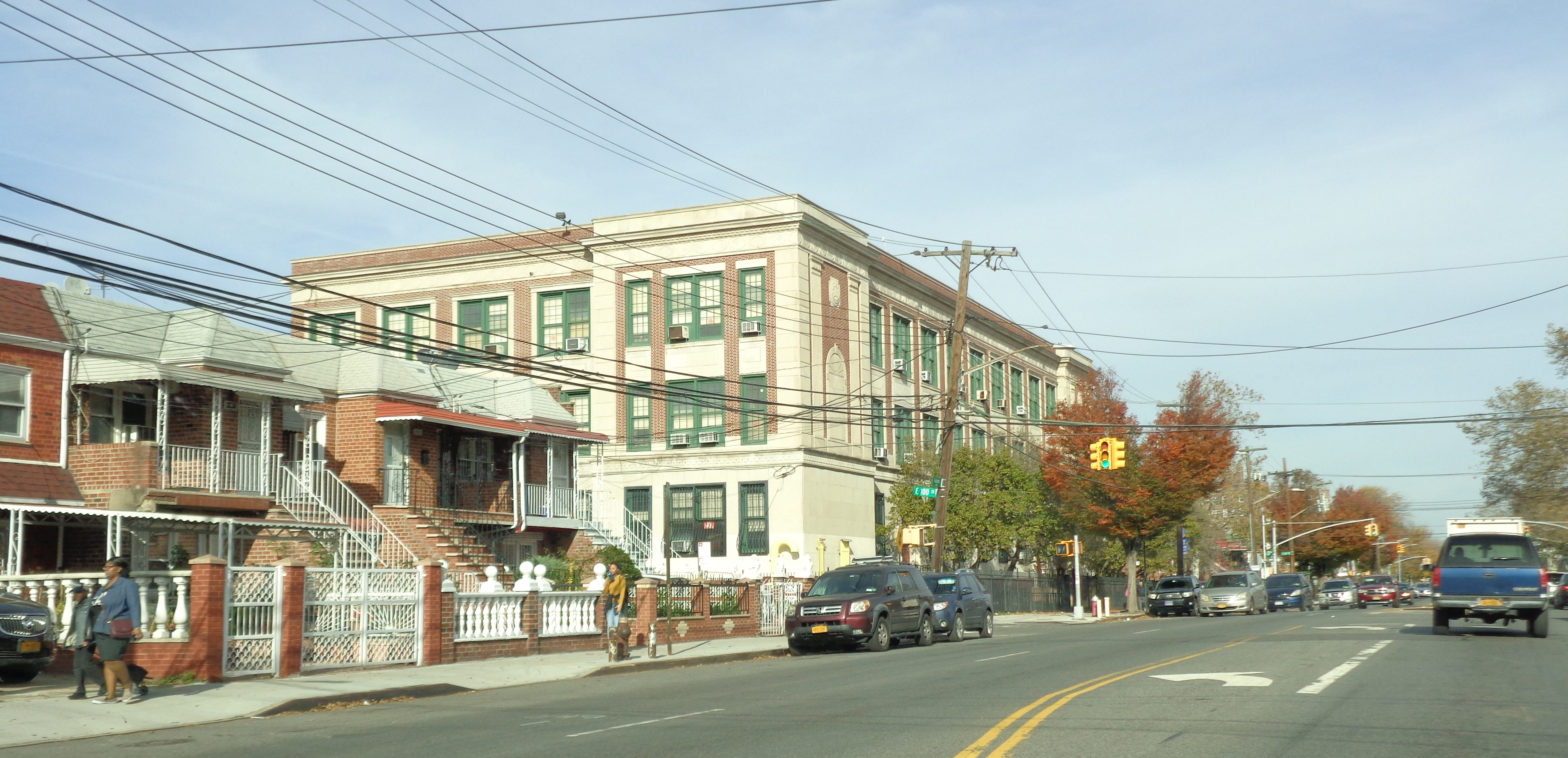
Olympus Academy an der Flatlands Avenue

Das Gebiet des heutigen Canarsie wurde ursprünglich von Ureinwohnern vom Stamm der Canarsee, die zu den Lenni-Lenape-Indianern zählten, besiedelt. Nach den Canarsee wurde das heutige Stadtviertel benannt. Nach der europäischen Besiedlung war Canarsie zunächst ein Fischerort, wurde aber im späten 19. und frühen 20. Jahrhundert zu einem beliebten Sommerresort. Mitte des 20. Jahrhunderts entwickelte es sich zu einem Wohnviertel mit überwiegend italienisch-amerikanischen und jüdischen Bewohnern. Seit den 1990er Jahren wird Canarsie hauptsächlich von Schwarzen mit hohem westindischen Bevölkerungsanteil bewohnt.
Im Südosten endet der Rockaway Parkway am Canarsie Pier, einem Park direkt an der Jamaica Bay. Dieser gehört, wie der gesamte Südosten des Stadtteils, zu dem an der Jamaica Bay liegenden zirka 100 Hektar großen Canarsie Park. Er ist ein historischer Park mit Anlagen für Fußball, Cricket, Basketball und Baseball, Naturlehrpfaden, Skatepark und besitzt einige Strände.

## Demographie
Im Jahr 2020 hatte das United States Census Bureau die statistischen Zählbezirke (Areas und Tracts) neu konfiguriert. Somit sind die vor 2020 erzielten Daten meist nicht mehr mit den ab 2020 erhobenen Daten vergleichbar, des Weiteren sind die Zählbezirke Neighborhood Tabulations Area (NTA) und Census Tracts meist nicht deckungsgleich mit den genannten Stadtteilgrenzen. Da dies auch bei Canarsie zutrifft, werden die Census Blocks als kleinste Einheit zur Berechnung verwendet.
Canarsie wird überwiegend von Schwarzen und Afroamerikanern bewohnt, die fast 80 % der Einwohnerschaft bilden. Laut Volkszählung von 2020 hatte das Viertel in den angegebenen Grenzen 87.798 Einwohner bei einer Einwohnerdichte von 11.030 pro km². Im Stadtteil lebten 69.966 (79,7 %) Schwarze/Afroamerikaner,	3.404 (3,9 %) Weiße, 6.998 (8 %) Hispanics und Latinos, 1.854 (2,1 %) Asiaten, 1.015 (1,2 %) aus anderen Ethnien und 4.561 (5,2 %) aus zwei oder mehr Ethnien.

## Verkehr

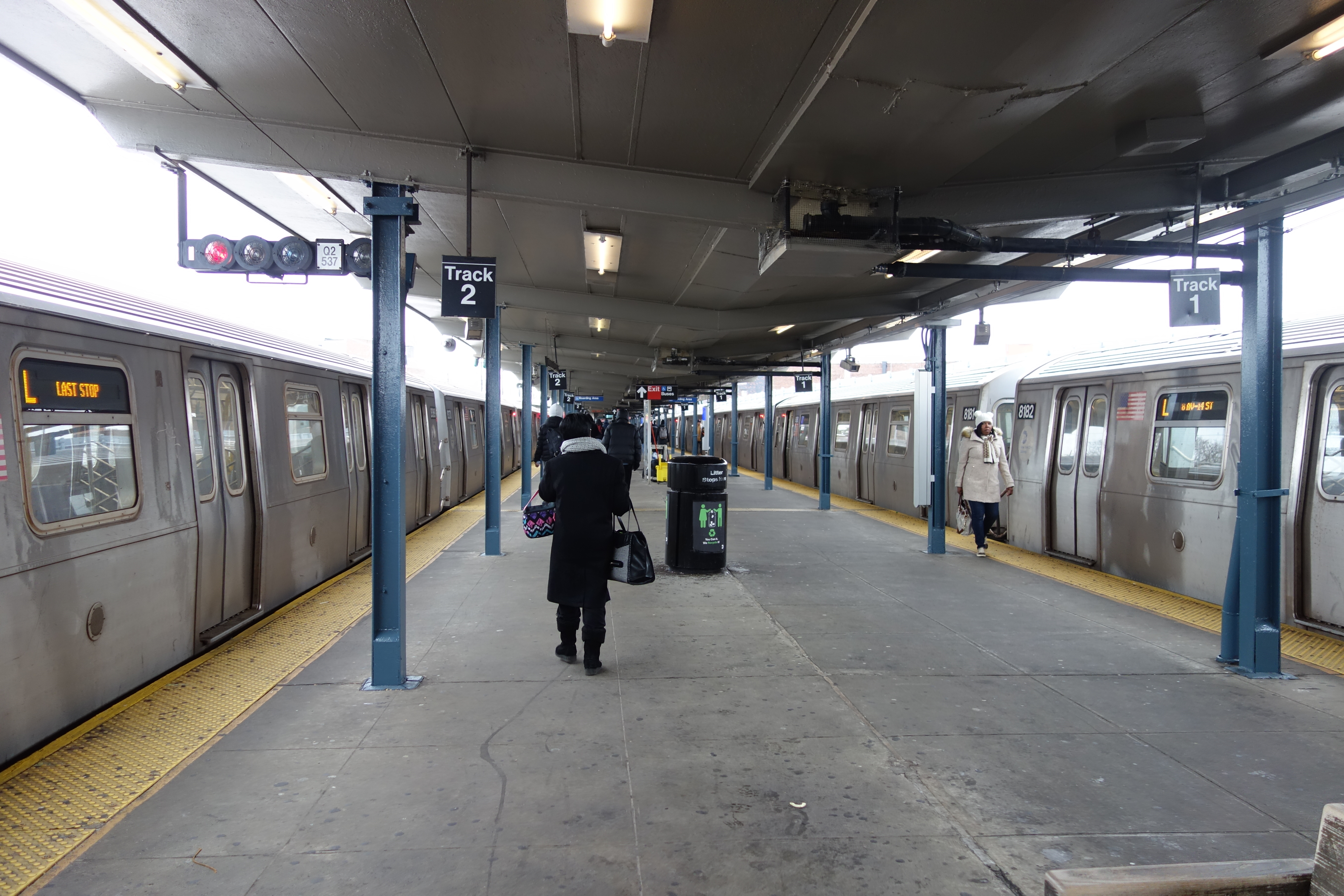
Station Rockaway Parkway

Canarsie hat einen Anschluss an die New York City Subway. Im Norden des Viertels endet an der Station Rockaway Parkway die von Manhattan kommende Linie  der BMT Canarsie Line. Eine weitere U-Bahn-Station befindet sich diesbezüglich an der 105th Street.
Die Abteilung MTA Regional Bus Operations der New York City Transit Authority bedient Canarsie mit den Buslinien B6, B17, B42, B60, B83, B102 und B82-SBS. Auf der Straße ist es über den Belt Parkway (Shore Parkway) mit Anschlussstelle am Canarsie Pier und den im Norden vorbeiführenden Linden Boulevard erreichbar. Hauptverkehrsstraßen sind die Remsen Avenue, der Rockaway Parkway und die Flatlands Avenue.